# Talfája (Kecskemét)
Talfája Kecskemét egyik külső városrésze, a klasszikus kerületbeosztás szerint a XIII. kerület, a város északi részén található tanyás külterület. Határai nyugatról az 5-ös főút, Méntelek és Belsőnyír nevű szintén tanyás kecskeméti külterületek, északról Lajosmizse és Nagykőrös külterületei, keletről a Cegléd–Szeged-vasútvonal, délről a Bethlenváros. Központja a Törekvés (Kossuth)-lakótelep. A „Talfája” szó tölgyest jelent, annak egyfajta helyi módosulásaként terjedt el, hasonlóan a Lakitelek melletti „Tőserdő"-höz vagy a Nagykanizsa melletti „Tölös-pusztá”-hoz.

## A Törekvés-lakótelep

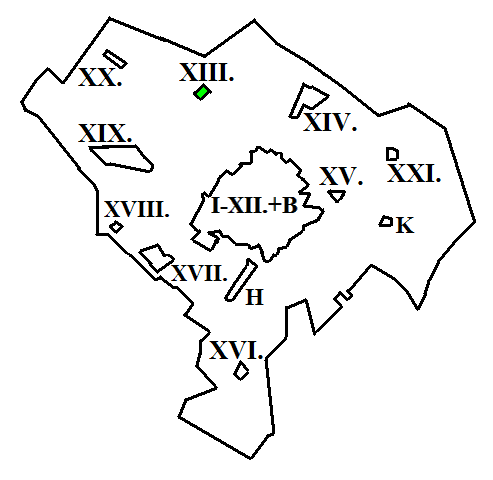
A Törekvés-lakótelep elhelyezkedése Kecskeméten belül

A városrész az 5-ös főút, valamint az évszázadok alatt Szolnok, Szabadszállás, valamint Kunszentmiklós között kialakult Sóhordó út kereszteződésében jött létre az 1960-as években. A Sóhordó útnak ez a szakasza a mai napig fennmaradt, azonban sok helyen mezőgazdasági szántás vagy telepített erdő tüntette el az eredeti nyomvonalat.
A területet a főút két oldalán működő termelőszövetkezetek hozták létre úgynevezett „készenléti lakótelepként". A lakótelep építését 1966-ban kezdték meg a Magvető u. elején 10 db ház megépítésével. A mai lakótelepen mintegy 300 fő él, melyet 2-2 utca alkot. Az utcák nevéről 1979. december 6-án döntött a Végrehajtó Bizottság: „az E5-ös út és a Sóhordó út által határolt Törekvés Mgtsz-hez (Talfája) tartozó utcák a Magvető u, Arató u., az E5-ös és Sóhordó út által határolt Kossuth Mgtsz-hez (Belsőnyír) tartozó utcák a Nyírfa u., Vándor u. lett."
A rendszerváltás után a városrész fejlődése megtorpant, a közeli iskola és óvoda is a bezárás sorsára jutott, azonban a 2000-es évek közepe óta erőteljes növekedés jellemzi a lakótelep életét. 2011-ben felújították a régi óvodát és ezen év augusztusától ismét várja a kiskorú gyermekeket.

### Megközelítése
Az 5-ös főút mellett fekszik a mai lakótelep. Könnyen megközelíthető közúton autóval vagy a lajosmizsei távolsági autóbusszal. Félúton helyezkedik el Kecskemét belterületi határa és az M5-ös autópálya „Kecskemét Észak” csomópontja között.

### Politika
A városrész több külső területtel együtt alkotja Kecskemét 15. számú választókörzetét (a 2010-es átszervezés óta), melynek önkormányzati képviselője a 2010-es választások után a függetlenként induló Kohajda László lett.

### Gazdaság
A városrész alapvetően mezőgazdasági jellegű, a jelentősebb vállalatai között egy laskagombával és egy mezőgazdasági gépekkel foglalkozó cég említendő. Ezek mellett egy légtechnikai vállalat, benzinkút, és kisebb üzemek találhatók még itt.
A környék életében óriási fejlődést hozhat az ún. "Északi elkerülőút" (445. j. állami közút) hamarosan befejeződő I. ütemének megépítése, amelynek az 5-ös főútnál kialakított különszintű csomópontja a településrész közelében van. A város Településrendezési terve a csomópont közelében igen nagy kiterjedésű Gksz (gazdasági, kereskedelmi, szolgáltató övezet) övezetet irányoz elő, így a rendkívül jól megközelíthetővé vált területeken akár azonnal elkezdhetőek a munkahelyteremtő beruházások.

## Külső hivatkozások
- Kecskemét honlapja
- Kecskemét városrészeinek térképe